# 鲁汶天主教大学 (1834年-1968年)
鲁汶天主教大学（法語：Université Catholique de Louvain，之前为），常简称作鲁汶大学，是比利时曾经的一所大学，于1834年在梅赫伦以比利时天主教大学（拉丁語：Universitas catholica Belgii）之名成立，1835年迁至鲁汶并更名为鲁汶天主教大学。1968年，由于荷兰语和法语学生群体之间的紧张关系，该大学分裂，荷兰语部分留在鲁汶，组成荷兰语鲁汶天主教大学，法语部分则搬至新鲁汶，建立法语鲁汶天主教大学。

## 历史沿革

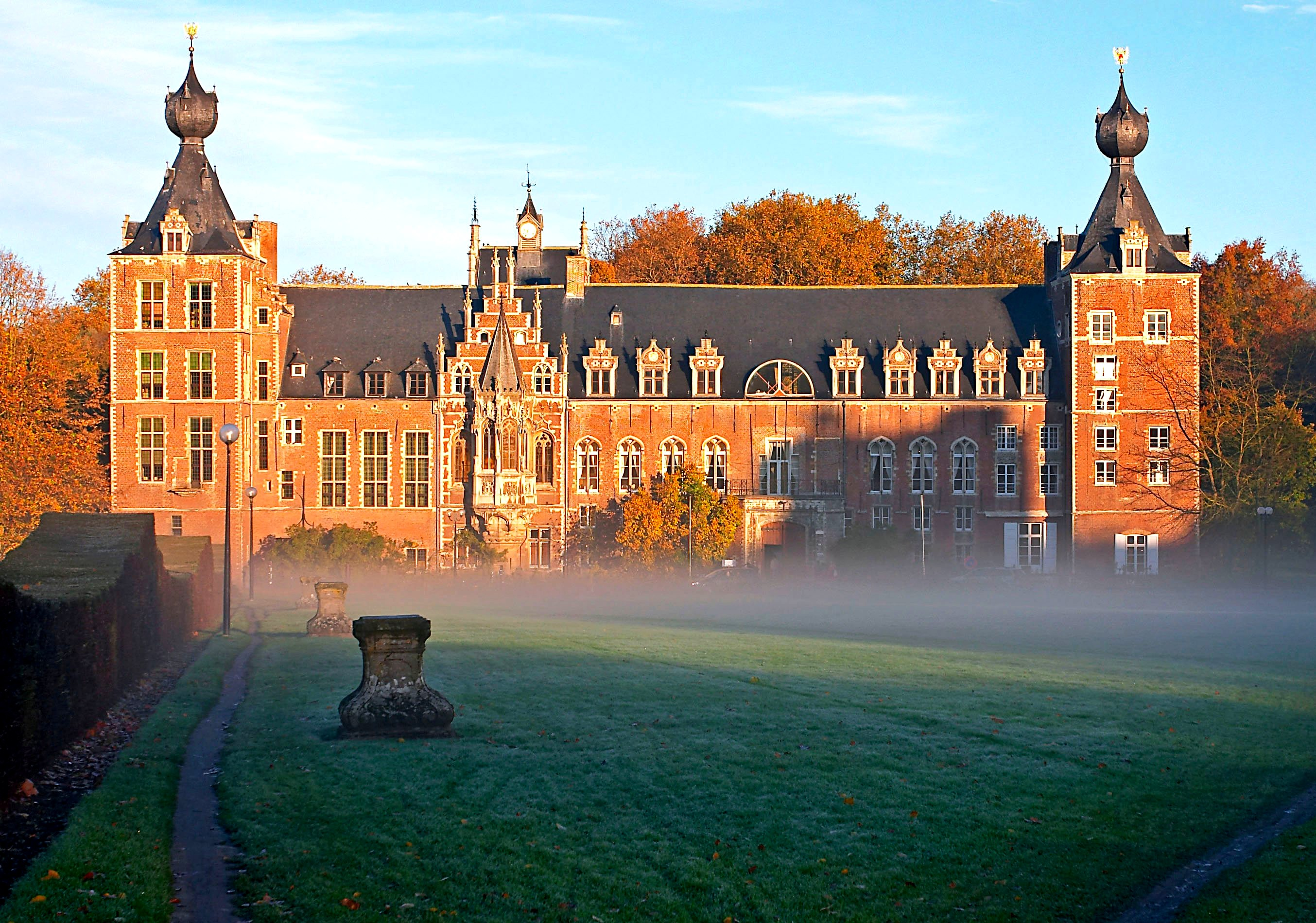
阿伦贝格城堡，大学的一部分

鲁汶曾是三所不同大学的所在地。1425年，在布拉班特公爵若望四世的提议下，罗马教宗瑪定五世于12月9日诏令建立鲁汶大学。1797年，鲁汶大学被法国政府关闭。法国统治结束后，南尼德兰成为荷蘭聯合王國一部分。1817年，荷兰国王威廉一世在鲁汶建立了一所世俗大学，即鲁汶国立大学。许多原鲁汶大学的教授在此任教。1835年，该大学关闭。与此同时，鲁汶天主教大学成立。

### 建校
依教宗額我略十六世1833年12月13日简函的授权，1834年11月8日，比利时主教们在梅赫伦创立了比利时天主教大学（拉丁語：Universitas catholica Belgii）。主教们宣布在梅赫伦建立新大学的消息在根特、鲁汶和列日等城市引发了示威和骚乱。
1835年12月1日，该大学迁至鲁汶并更名为“鲁汶天主教大学”。这激怒了比利时自由派，认为这是企图篡夺原鲁汶大学的历史。

#### 与原鲁汶大学的关系
随着鲁汶国立大学关闭，在梅赫伦创立的比利时天主教大学将校址迁至鲁汶，调整了校名，并宣称自己是1425年原鲁汶大学的“重建”。这一主张在法院受到质疑，比利时最高法院（1844年、1855年和1861年）发布裁决，从法律角度来看，鲁汶天主教大学是根据不同章程创建的不同机构。尽管如此，鲁汶天主教大学仍然非正式地声称自己是原鲁汶大学的延续，尽管当时有自由派表示抗议。

### 建校后至分裂前
1859年11月3日，鲁汶天主教大学庆祝建校20周年。1859年11月23日，鲁汶音乐学院的大型节日大厅里，学生们为校长和教师们举办了一场宴会，有500多名宾客参加。
1884年，鲁汶天主教大学隆重庆祝建校50周年。
1909年，鲁汶天主教大学庆祝建校75周年，并颁发了一枚奖章，其中首次正式使用法语词“réinstallation”（重新安置）和荷兰语词“herstelling”（恢复），开始新的“官方”历史。

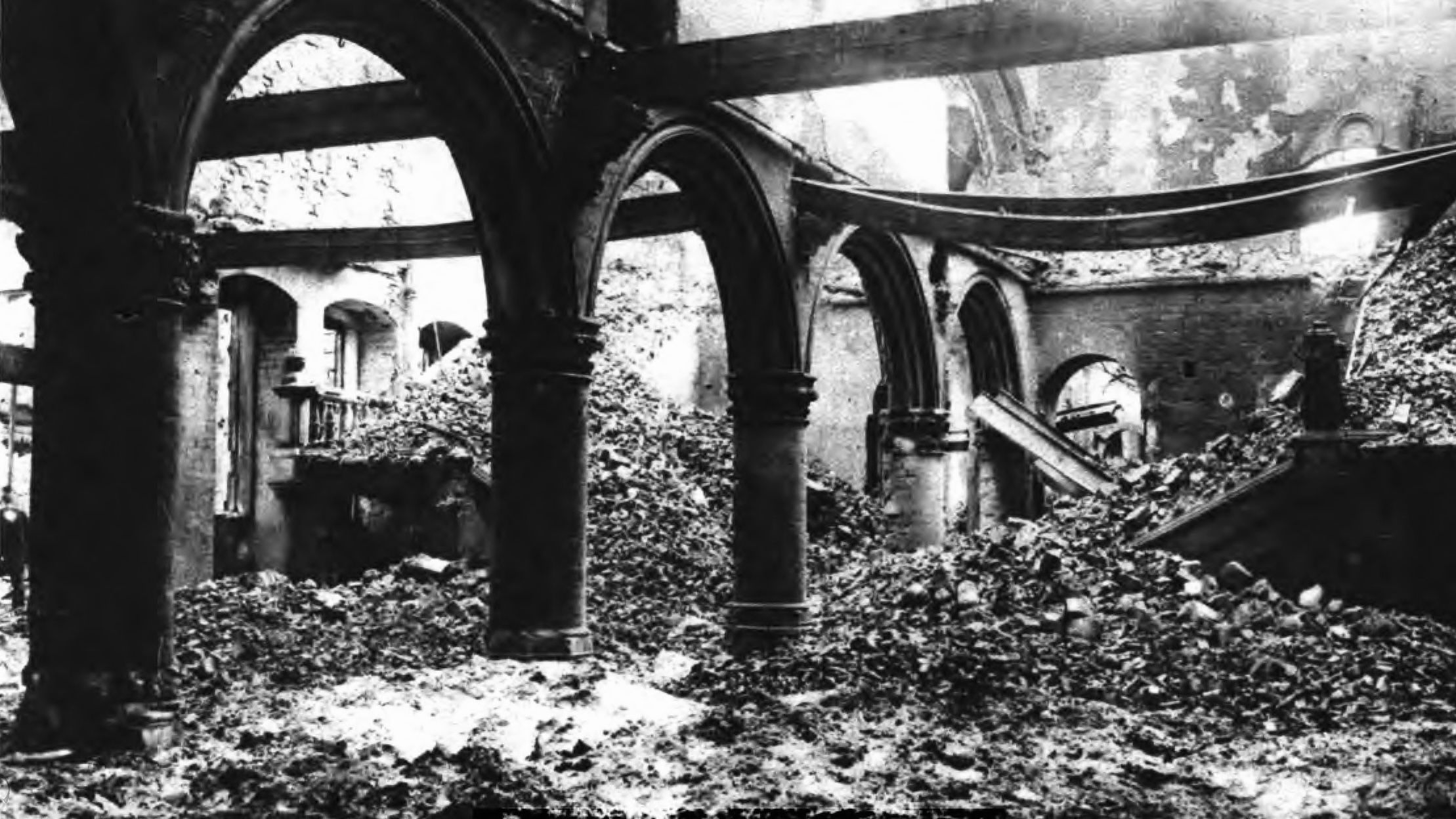
被德军烧毁的鲁汶天主教大学图书馆废墟，1914年

进入现代以来，由于比利时处于德、法之间，使得鲁汶大学饱受战争之苦。第一次世界大战和第二次世界大战中，比利时都未能幸免，被德国二度占领。鲁汶大学亦经历浩劫，其中著名的图书馆两次被焚为灰烬。1914年，大礼堂和图书馆被德国人烧毁，三十万册书籍化为灰烬。战后在美国和国际组织资助下，重建了图书馆。不幸的是，二战中图书馆再次被焚。九十万卷书只剩下一万五千卷，整个学校受到极大破坏。二战以后才又重新恢复，学生人数逐年增加。
1954年，在皇室許可下，魯汶大學於比屬剛果建立分校剛果魯汶大學（Lovanium University）。比属刚果於1960年獨立後，於1971年剛果魯汶大學和其他兩間大學被合併為扎伊尔国立大学（Université Nationale du Zaïre, UNAZA）。

### 分裂
20世纪60年代开始，学校再次受到政治影响，说荷兰语的教授和学生要求将说法语的人士赶出学校，两方发生严重冲突。当时的比利时首相保罗·范登布伊南茨不同意学校分裂，结果比利时政府中有八位弗拉芒族大臣自主离职，导致内阁空虚；范登布伊南茨无力支撑局面，不得不宣布辞职。新大选之后，比利时政府最终作出裁决：鲁汶天主教大学一分为二。1970年，鲁汶天主教大学正式分裂成两所大学：荷兰语鲁汶天主教大学（简称荷语鲁汶）与法语鲁汶天主教大学（简称法语鲁汶）。前者留在原址，后者绝大部分系迁往新建的新鲁汶，医学院迁往布鲁塞尔附近。

## 著名校友
- 特奥多尔·施万，德国动物学家与生理学家，现代细胞学创始人之一
- 奥古斯特·贝尔纳特，比利时前首相，1909年诺贝尔和平奖获得者。
- 帕特里克·弗朗西斯·希利，美国天主教牧师、耶稣会士，乔治城大学第二十九任校长
- 夏尔-让·德拉瓦莱·普桑，比利时数学家，因证明質數定理而闻名。
- 乔治·勒梅特，比利时天主教神父、理论物理学家、数学家、天文学家，鲁汶天主教大学物理学教授
- 富尔顿·若望·舒恩，美国天主教主教
- 阿爾伯特·克勞德，比利时生物学家，1974年诺贝尔生理学或医学奖获得者
- 拉斐尔·安赫尔·卡尔德隆·瓜迪亚，哥斯达黎加前总统
- 莱昂·德格雷勒，比利时政治人物，纳粹合作者，雷克斯党创始人
- 巴黎伯爵亨利六世，奧爾良公爵菲利普一世后裔
- 乔治·皮尔，比利时多明我会教士，因在二战后欧洲帮助难民而获得1958年诺贝尔和平奖
- 奧托·馮·哈布斯堡，奥匈帝国末代王储
- 克里斯蒂安·德·迪夫，比利时裔英国细胞学家与生物化学家，1974年诺贝尔生理学或医学奖获得者
- 古斯塔沃·古鐵雷斯，秘鲁哲学家、天主教神学家与多明我会教士，被视为拉丁美洲解放神学的创始人之一
- 路思·伊瑞葛來，比利时出生的法国女性主义者、哲学家、语言学家、精神病理学家、心理语言学家、社会学家
- 羅伯·索科羅斯基，美国哲学家、罗马天主教牧师，美国天主教大学的哲学教授
- 阿卜杜勒·卡迪尔·汗，巴基斯坦核武之父
- 钱秀玲，华裔比利时女科学家
- 汤于翰，香港医学家、癌学专家
- 吳榮義，台灣著名經濟學者，前行政院副院長。
- 苑舉正，台灣哲學家、思想家，現任國立台灣大學哲學系教授
- 翁文灏，中国地质学之父、近代石油工业之父、行憲後首任行政院院長
- 毛光熙：中华民国国大代表

## 延伸阅读
- 1860: Souvenir du XXVe anniversaire de la fondation de l'Université catholique: Novembre 1859, Louvain, typographie Vanlinthout et Cie, 1860 Souvenir du XXVe anniversaire de la fondation de l'Université catholique: Novembre 1859.
- 1887: Université catholique de Louvain : Liber Memorialis : 1834–1884, Louvain : Peeters, 1887.
- 1975: R. Mathes, Löwen und Rom. Zur Gründung der Katholischen Universität Löwen unter besonderer Berücksichtigung der Kirchen-und Bildungspolitik Papst Gregors XVI, Essen, 1975.
- 2006: abbé André Tihon: Article Löwen. In: Lexikon für Theologie und Kirche, vol. 6. Herder, Fribourg, Bâle, Vienne, 3e éd., 2006, p. 1070–1073.
- 2011: Pieter Dhondt, Un double compromis. Enjeux et débats relatifs à l'enseignement universitaire en Belgique au XIXe siècle, Gand : Academia Press, 2011.